# Francesco Giancotti
Francesco Giancotti (Reggio Calabria, 1923 – Torino, 29 maggio 2017) è stato un filologo classico e latinista italiano.

## Biografia
Docente nelle università di Roma, L'Aquila, Catania e Torino, fornì edizioni commentate di autori quali Virgilio, Publilio Siro, Seneca.  Oltre a diversi studi e monografie sul De rerum natura, curò un'edizione critica del poema, con commento e traduzione, pubblicata da Garzanti nel 1994 e più volte ristampata. Allo studio degli scrittori latini affiancò quello del suo conterraneo Tommaso Campanella, di cui curò l'edizione critica e commentata delle Poesie pubblicata nella Nuova Universale Einaudi nel 1998 e riedita da Bompiani nel 2013.

## Opere principali
- Saggio sulle tragedie di Seneca, Roma, Società Editrice Dante Alighieri, 1953
- L'Octavia attribuita a Seneca,	Torino, Loescher, 1954
- Cronologia dei "Dialoghi" di Seneca, Torino, Loescher, stampa 1957
- Il preludio di Lucrezio, Messina-Firenze, D'Anna, 1959
- L'ottimismo relativo nel De rerum natura di Lucrezio, Torino, Loescher, 1960
- Ricerche sulla tradizione manoscritta delle sentenze di Publilio Siro, Messina-Firenze, D'Anna, 1963
- Mimo e gnome: studio su Decimo Laberio e Publilio Siro, Messina-Firenze, D'Anna, 1967
- Il preludio di Lucrezio e altri scritti lucreziani ed epicurei, Messina-Firenze, D'Anna, 1978
- Religio, natura, voluptas: studi su Lucrezio, Bologna, Pàtron, 1989
- Victor tristis: lettura dell'ultimo libro dell'Eneide,	Bologna, Pàtron, 1993